# Gibraltarský průliv
Gibraltarský průliv [džibraltarský] (španělsky Estrecho de Gibraltar, arabsky مضيق جبل طارق‎) je mořská úžina mezi Evropou a Afrikou, která odděluje Atlantský oceán od Středozemního moře. Široký je asi 15 až 45 km, hluboký až 1118 m a dlouhý asi 70 km od mysu Cap Spartel (Maroko) k mysu Punta Almina (Ceuta). Severní pobřeží průlivu tvořené Španělskem a Gibraltarem se rozkládá na Pyrenejském poloostrově, jižní pobřeží, kde leží Maroko a město Ceuta (španělská enkláva na africkém pobřeží), je součástí afrického kontinentu.

## Historie
Ve starověku byl znám pod označením Herkulovy sloupy nebo Héraklovy sloupy. Je sem někdy umisťována slavná Atlantida, která prý byla potopena zemětřesením. V roce 711 n. l. v zátoce Algeciras založil arabský vojevůdce Tarik z Ceuty pevnost Džebel Tarik, z jejíhož názvu se pak vyvinulo slovo Gibraltar.

## Současnost

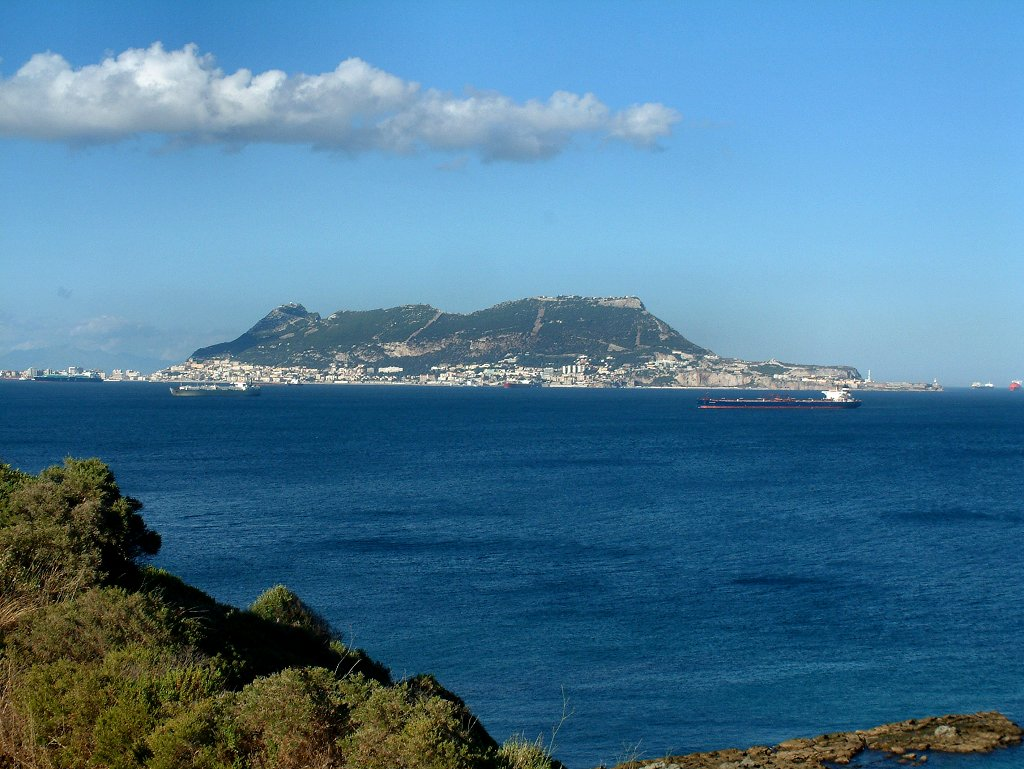
Pohled na Gibraltar z Punta del Carnero

Nachází se zde sporná území, jako např. Isla Perejil. Významnými přístavy jsou Gibraltar, Algeciras, Tanger a Ceuta. Gibraltarský průliv je zároveň důležité strategické místo – je zde jedna z nejdůležitějších námořních a leteckých základen, sloužících NATO.

## Plavecké rekordy
Podobně jako Lamanšský průliv láká také Gibraltarská úžina plavce. K 3. dubnu 2016 je registrováno, že ji přeplavalo 8 českých plavců, a to 5 mužů a 3 ženy.
Rekord 2 hodiny 38 minut z roku 2008 drží David Čech, který jako jediný ihned přeplaval úžinu nazpět.